# Sowan Lor
Sowan Lor is een bestuurslaag in het regentschap Japara van de provincie Midden-Java, Indonesië. Sowan Lor telt 7564 inwoners (volkstelling 2010).